# Monticola
A Monticola a madarak osztályának verébalakúak (Passeriformes) rendjébe és a légykapófélék (Muscicapidae) családjába tartozó nem.

## Rendszerezésük
A nemet Friedrich Boie német entomológus, herpetológus, ornitológus és ügyvéd írta le 1822-ben, az alábbi fajok tartoznak ide:
- tükrös szirticsuk (Monticola semirufus)
- szirti kövirigó (Monticola rupestris)
- hosszúujjú kövirigó (Monticola explorator)
- rövidujjú kövirigó (Monticola brevipes)
- fokföldi kövirigó (Monticola pretoriae vagy 	Monticola brevipes pretoriae)
- Miombo-kövirigó (Monticola angolensis)
- kövirigó (Monticola saxatilis)
- szurdoki kövirigó (Monticola rufocinereus)
- kék kövirigó (Monticola solitarius)
- Monticola philippensis vagy Monticola solitarius philippensis
- vörösmellű kövirigó (Monticola rufiventris)
- himalájai kövirigó (Monticola cinclorhynchus)
- csillagos kövirigó (Monticola gularis)
- Dünen-kövirigó (Monticola imerina)
- Sharpe-kövirigó (Monticola sharpei)
- Benson-kövirigó (Monticola bensoni vagy Monticola sharpei bensoni)
- Amber-hegységi kövirigó (Monticola erythronotus vagy Monticola sharpei erythronotus)

## Képek

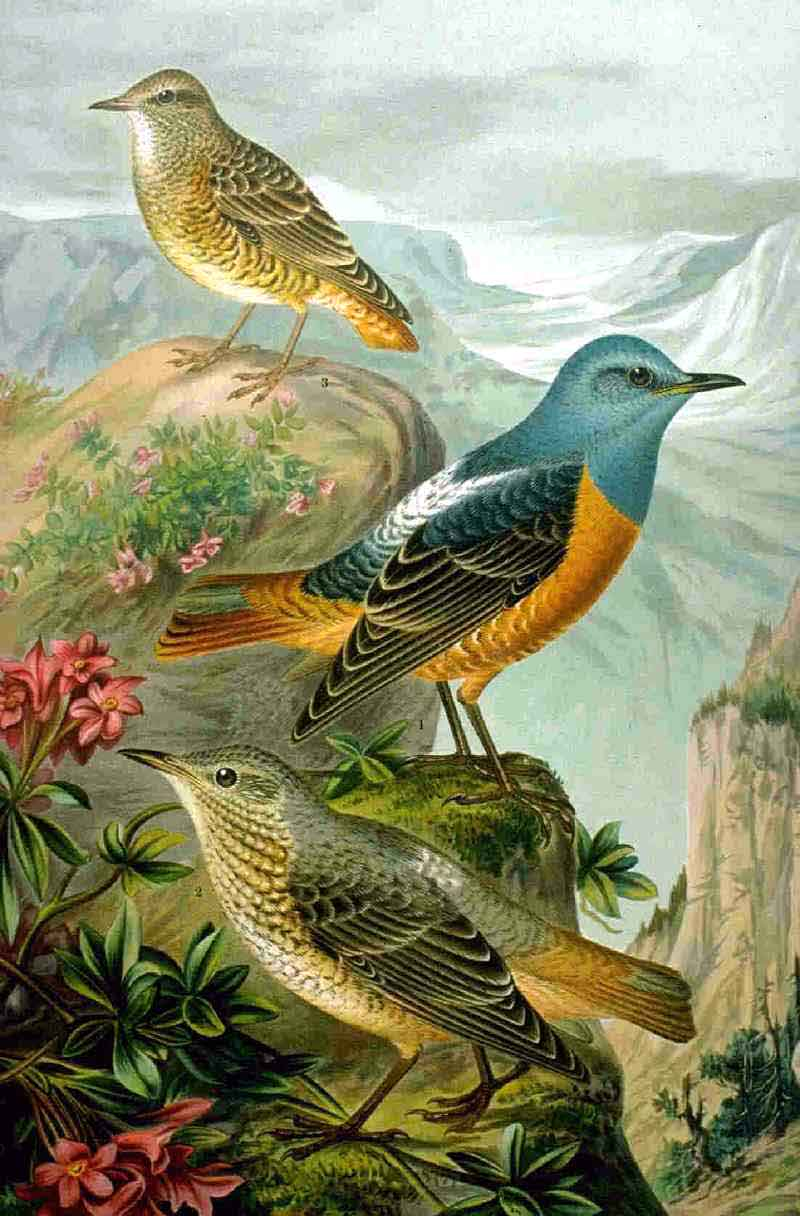
Kövirigó (Monticola saxatilis)
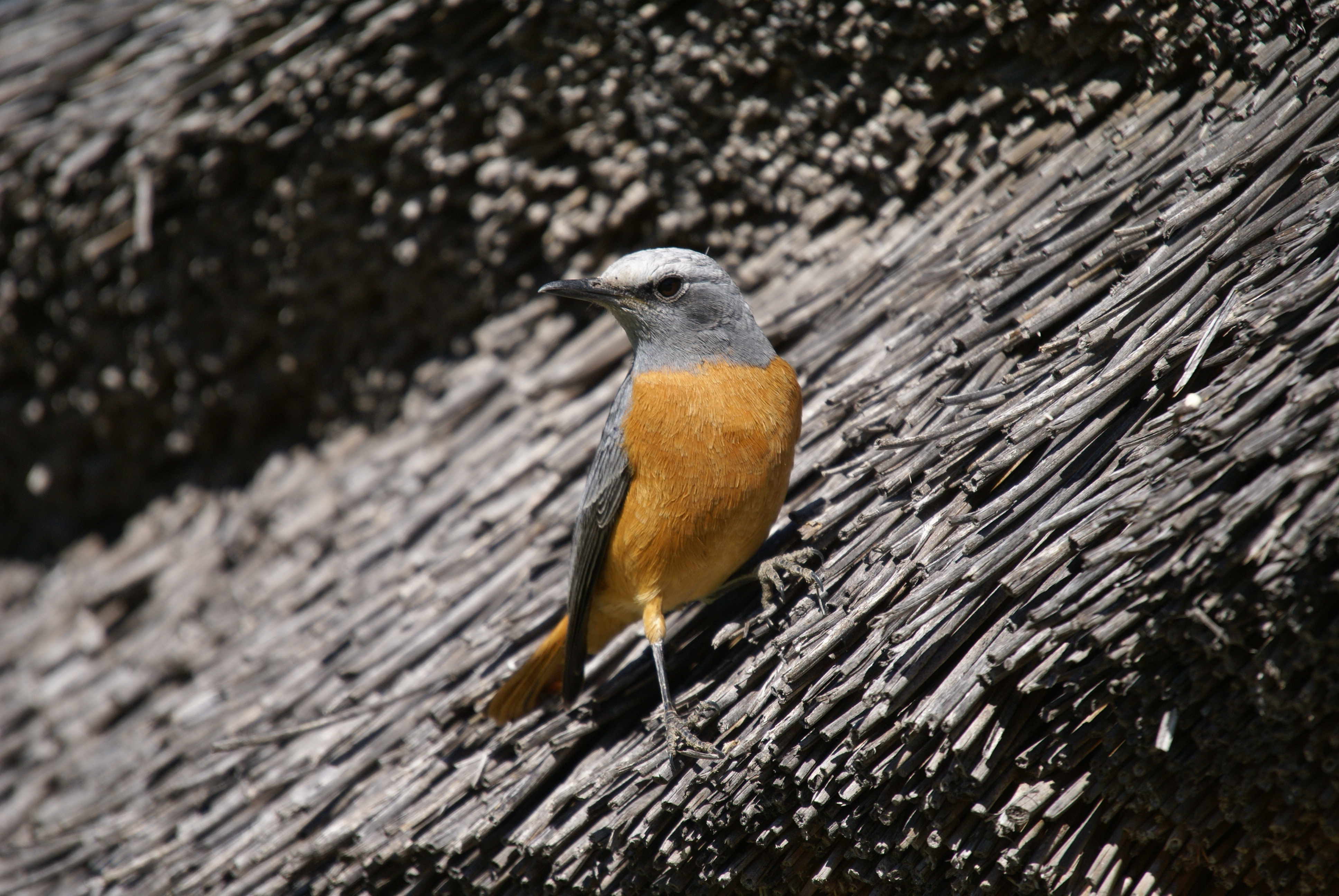
Szirti kövirigó (Monticola rupestris)